# Austrolejeunea radulaefolia
Austrolejeunea radulaefolia là một loài Rêu trong họ Lejeuneaceae. Loài này được (C. Massal.) R.M. Schust. mô tả khoa học đầu tiên năm 1963.